# قلعة قاضي (قلعة قاضي)
قاضي .انظر أيضاً
- قائمة مدن إيران